# Atelestidae
Невзрачники (лат. Atelestidae) — семейство насекомых из отряда двукрылых, подотряда короткоусых. Маленькая реликтовая группа, имеющая много черт сходства с предполагаемым предком высших прямошовных двукрылых. Рассматривается как сестринский таксон для остальных Empidoidea.

## Распространение
Населяют эти мухи три зоогеографические области Земли. Acarteroptera являются эндемиками Чили, Atelestus обитатели Центральной и Северной Европы, Meghyperus распространены в голарктическом регионе, где два вида североамериканских и один российский и три вида из рода Nemedina распространены в Испании, Центральной Европе и Казахстане.

## Описание

Жилкование крыльев у рода Atelestus

Мухи мелких размеров, в длину достигающие всего 2—3 мм. Гениталий самцов симметричны. Расстояние от основания жилки Rs до плечевой жилки (h) больше или равно длине плечевой жилки. В отличие от семейства Ragadidae Sinclair, 2016, костальная жилка заканчивается до или вблизи M1+2, а от Empididae отличается тем, что простернум отделён от проэпистернума.

## Систематика
Семейство включает два подсемейства, 13 родов (включая 8 вымерших) и 26 видов (16 из ниж вымерших).
- Подсемейство Atelestinae  Hennig,1970
  - Род Acarteroptera Collin, 1933[4]
    - Acarteroptera licina Collin, 1933 — Чили.
    - Acarteroptera recta Collin, 1933 — Чили.

  - Род Alavesia Waters & Arillo, 1999[5]
    - †Alavesia prietoi  Peñalver and Arillo, 2007 — Испания, нижнемеловой янтарь.
    - †Alavesia subiasi  Waters and Arillo, 1999 — Испания, нижнемеловой янтарь.
    - †Alavesia longistylata  Zhang et al., 2020 — верхнемеловой бирманский янтарь[6].
    - Alavesia brandbergensis  Sinclair et Kirk-Spriggs, 2010 — эндемик Намибии.
    - Alavesia daura   Sinclair et Kirk-Spriggs, 2010 — эндемик Намибии.

  - Род Atelestus Walker, 1837[7][8]
    - Atelestus dissonans  Collin, 1961 — Великобритания, Бельгия, Чехия.
    - Atelestus pulicarius   (Fallen, 1816) — Европа, Турция, юг европейской части России, Кавказ.

  - †Род Atelestites  Grimaldi and Cumming,1999[9]
    - Atelestites senectus  Grimaldi and Cumming, 1999 — США, верхнемеловой янтарь.

  - †Род Dianafranksia  Coram, Jarzembowski & Mostovski, 2000[10].
    - Dianafranksia fisheri  Coram, Jarzembowski & Mostovski,

  - †Род Kurnubempis  Kaddumi, 2007 — Иордания, меловой янтарь)[11].
    - Kurnubempis palistinicus  Kaddumi, 2007

  - Род Meghyperus Loew, 1850[12][13]
    - Meghyperus nitidus  Melander, 1902 — Запад США.
    - Meghyperus occidens Coquillett, 1895 — Запад США.
    - Meghyperus sudeticus Loew, 1850 — Центральная Европа, Северо-Запад России, Приморский край.

  - Род †Neoalavesia Poinar et Vega, 1850[14]
    - †Neoalavesia hadroceria  Poinar et Vega, 2020 — бирманский янтарь.

- Подсемейство Nemedininae  Sinclair and Cumming, 2006
  - Род Nemedina Chandler, 1981[15]
    - Nemedina acutiformis  Carles-Tolra, 2008 — Испания.
    - Nemedina alamirabilis  Chandler, 1981 — Венгрия.
    - †Nemedina eocenica  Sinclair & Arnaud, 2001 — Польша, Россия балтийский янтарь.
    - Nemedina zaitsevi  Sinclair & Shamshev, 2003 — Казахстан.

  - †Род Cretodromia  Grimaldi and Cumming, 1999
  - Cretodromia glaesa Grimaldi and Cumming, 1999 — США, верхнемеловой янтарь[9].
  - †Род Nemedromia  Grimaldi and Cumming, 1999 — США, верхнемеловой янтарь)[9].
    - Nemedromia campania    Grimaldi and Cumming, 1999.
    - Nemedromia telescopica  Grimaldi and Cumming, 1999.
    - Nemedromia turonia   Grimaldi and Cumming, 1999.

  - †Род Neoturonius  Grimaldi and Cumming, 1999 — США, верхнемеловой янтарь[9].
    - Neoturonius asymmetrus   Grimaldi and Cumming, 1999
    - Neoturonius cretatus  Grimaldi and Cumming, 1999
    - Neoturonius vetus   Grimaldi and Cumming, 1999

  - †Род Phaetempis  Grimaldi and Cumming, 1999 — США, верхнемеловой янтарь[9].
    - Phaetempis lebanensis  Grimaldi and Cumming, 1999

  - †Род Prolatomyia  Grimaldi and Cumming, 1999 — США, верхнемеловой янтарь[9].
    - Prolatomyia elongata  Grimaldi and Cumming, 1999